# يورك (ألاباما)
يورك (بالإنجليزية: York, Alabama)‏ هي مدينة تقع في مقاطعة سومتر، ألاباما، الولايات المتحدة. تأسست حوالي عام 1838 بعد دمج مجتمعين، أولد أنفيل ونيويورك ستيشن، وكان الأخير محطة على خط عربات البريد. وصل خط السكة الحديد في خمسينيات القرن التاسع عشر، وتم حذف كلمة "نيو" من نيويورك ستيشن في عام 1861. ومع اكتشاف وجود مجتمع آخر في ألاباما يحمل نفس الاسم، تم حذف كلمة "ستيشن" وأصبحت المدينة تُعرف رسميًا باسم يورك عندما تم دمجها في 6 أبريل 1881. بلغ عدد السكان 2,538 نسمة حسب تعداد عام 2010، بانخفاض عن 2,854 في عام 2000. من عام 1920 إلى 1980، كانت المدينة الأكبر في المقاطعة. ومنذ عام 1990، أصبحت ثاني أكبر مدينة بعد مقر المقاطعة في ليفينغستون.

## التركيبة السكانية
حدّد مكتب تعداد الولايات المتحدة بيانات التركيبة السكانية ليورك في تعداد الولايات المتحدة. في ما يلي، التركيبة السكانية حسب تعدادي 2000 و2010.

### تعداد عام 2000
بلغ عدد سكان يورك 2,854 نسمة بحسب تعداد عام 2000، وبلغ عدد الأسر 1,046 أسرة وعدد العائلات 689 عائلة مقيمة في المدينة. في حين سجلت الكثافة السكانية 160.1 نسمة لكل كيلومتر مربع (414.7/ميل2). وبلغ عدد الوحدات السكنية 1,209 وحدة بمتوسط كثافة قدره 67.8 لكل كيلومتر مربع (175.6/ميل2).
وتوزع التركيب العرقي للمدينة بنسبة 20.71% من البيض و78.31% من الأمريكيين الأفارقة و0.07% من الأمريكيين الأصليين و0.07% من الأمريكيين ذوي الأصول الآسيوية و0.04% من سكان جزر المحيط الهادئ و0.04% من الأعراق الأخرى و0.77% من عرقين مختلطين أو أكثر و1.09% من الهسبانيون أو اللاتينيون من أي عرق.
بلغ عدد الأسر 1,046 أسرة كانت نسبة 40.4% منها لديها أطفال تحت سن الثامنة عشر تعيش معهم، وبلغت نسبة الأزواج القاطنين مع بعضهم البعض 33.4% من أصل المجموع الكلي للأسر، ونسبة 28.8% من الأسر كان لديها معيلات من الإناث دون وجود شريك، بينما كانت نسبة 3.7% من الأسر لديها معيلون من الذكور دون وجود شريكة وكانت نسبة 34.1% من غير العائلات. تألفت نسبة 31.6% من أصل جميع الأسر من عدة أفراد يعيشون في نفس المنزل ونسبة 13.9% كانت تتألف من شخص يعيش بمفرده يبلغ من العمر 65 عاماً أو أكثر. وبلغ متوسط حجم الأسرة المعيشية 2.61، أما متوسط حجم العائلات فبلغ 3.34.
بلغ العمر الوسطي للسكان 34.5 عاماً. وكانت نسبة 30.4% من القاطنين تحت سن الثامنة عشر، وكانت نسبة 9.1% بين الثامنة عشر والرابعة والعشرين عاماً، ونسبة 24.6% كانت واقعةً في الفئة العمرية ما بين الخامسة والعشرين والرابعة والأربعين عاماً، ونسبة 17.9% كانت ما بين الخامسة والأربعين والرابعة والستين، ونسبة 13.8% كانت ضمن فئة الخامسة والستين عاماً فما فوق. يوجد لكل 100 أنثى 77.9 ذكر، ويوجد لكل 100 أنثى في الثامنة عشر من عمرها فما فوق 68.8 ذكر.
بلغ متوسط دخل الأسرة في المدينة 19,153 دولارًا، أما متوسط دخل العائلة فبلغ 23,417 دولارًا. وكان متوسط دخل الذكور 28,362 دولارًا مقابل 15,438 دولارًا للإناث. وسجل دخل الفرد الخاص بالمدينة 11,792 دولارًا. وكانت نسبة 34.6% من العائلات ونسبة 38.1% من السكان تحت خط الفقر، وكان من هؤلاء نسبة 50.8% تحت سن الثامنة عشر ونسبة 27.5% في الخامسة والستين من العمر وما فوق.

### تعداد عام 2010
بلغ عدد سكان يورك 2,538 نسمة بحسب تعداد عام 2010، وبلغ عدد الأسر 1,023 أسرة وعدد العائلات 611 عائلة مقيمة في المدينة. في حين سجلت الكثافة السكانية 142.3 نسمة لكل كيلومتر مربع (368.6/ميل2). وبلغ عدد الوحدات السكنية 1,228 وحدة بمتوسط كثافة قدره 68.9 لكل كيلومتر مربع (178.5/ميل2).
وتوزع التركيب العرقي للمدينة بنسبة 13.63% من البيض و85.62% من الأمريكيين الأفارقة و0.16% من الأمريكيين الأصليين و0.04% من الأمريكيين ذوي الأصول الآسيوية و0.08% من سكان جزر المحيط الهادئ و0.28% من الأعراق الأخرى و0.20% من عرقين مختلطين أو أكثر و1.02% من الهسبانيون أو اللاتينيون من أي عرق.
بلغ عدد الأسر 1,023 أسرة كانت نسبة 34.1% منها لديها أطفال تحت سن الثامنة عشر تعيش معهم، وبلغت نسبة الأزواج القاطنين مع بعضهم البعض 23.8% من أصل المجموع الكلي للأسر، ونسبة 31.1% من الأسر كان لديها معيلات من الإناث دون وجود شريك، بينما كانت نسبة 4.9% من الأسر لديها معيلون من الذكور دون وجود شريكة وكانت نسبة 40.3% من غير العائلات. تألفت نسبة 36.9% من أصل جميع الأسر من عدة أفراد يعيشون في نفس المنزل ونسبة 14.3% كانت تتألف من شخص يعيش بمفرده يبلغ من العمر 65 عاماً أو أكثر. وبلغ متوسط حجم الأسرة المعيشية 2.35، أما متوسط حجم العائلات فبلغ 3.11.
بلغ العمر الوسطي للسكان 38.5 عاماً. وكانت نسبة 26.6% من القاطنين تحت سن الثامنة عشر، وكانت نسبة 8.9% بين الثامنة عشر والرابعة والعشرين عاماً، ونسبة 21% كانت واقعةً في الفئة العمرية ما بين الخامسة والعشرين والرابعة والأربعين عاماً، ونسبة 26.1% كانت ما بين الخامسة والأربعين والرابعة والستين، ونسبة 17.4% كانت ضمن فئة الخامسة والستين عاماً فما فوق. وتوزع التركيب الجنسي للسكان بنسبة 43.5% ذكور و56.5% إناث.

## أعلام
- دالي ستيل
- بوبي كولينز